# Македонська-Камениця
Македонська-Камениця (мак. Македонска Каменица) — місто в Північній Македонії, центр однойменної общини Македонська-Камениця. Місто розташоване на річці Камениця, правій притоці річки Брегалниця, в історико-географічній області Осогово.

## Історія
Місто було відоме видобуванням неподалік, у районі села Саса, олов'яно-цинкових руд. Свою назву місто отримало від річки Камениця, в 1566 році згаданої, як Камена-Река. Камениця вперше згадана в турецьких записах, як село в 1570–1573 рр., тоді тут жили 80 сімей та 59 холостяків.
Тут проживали 350 жителів, все болгари (македонці)-християни. У 1905 році 320 мешканців села були прихожанами церкви Болгарської екзархії.
Після Балканської війни село увійшло до складу Сербії, а потім і Югославії. Після Другої світової війни село збільшувалося за рахунок розвитку рудника в сусідній Сасі і в 1950 році стало містом. Перейменовано в місто Македонська-Камениця, щоб відрізняти від інших міст Югославії з подібним найменуванням, таких як, Косовська-Камениця, Сремська-Камениця тощо.

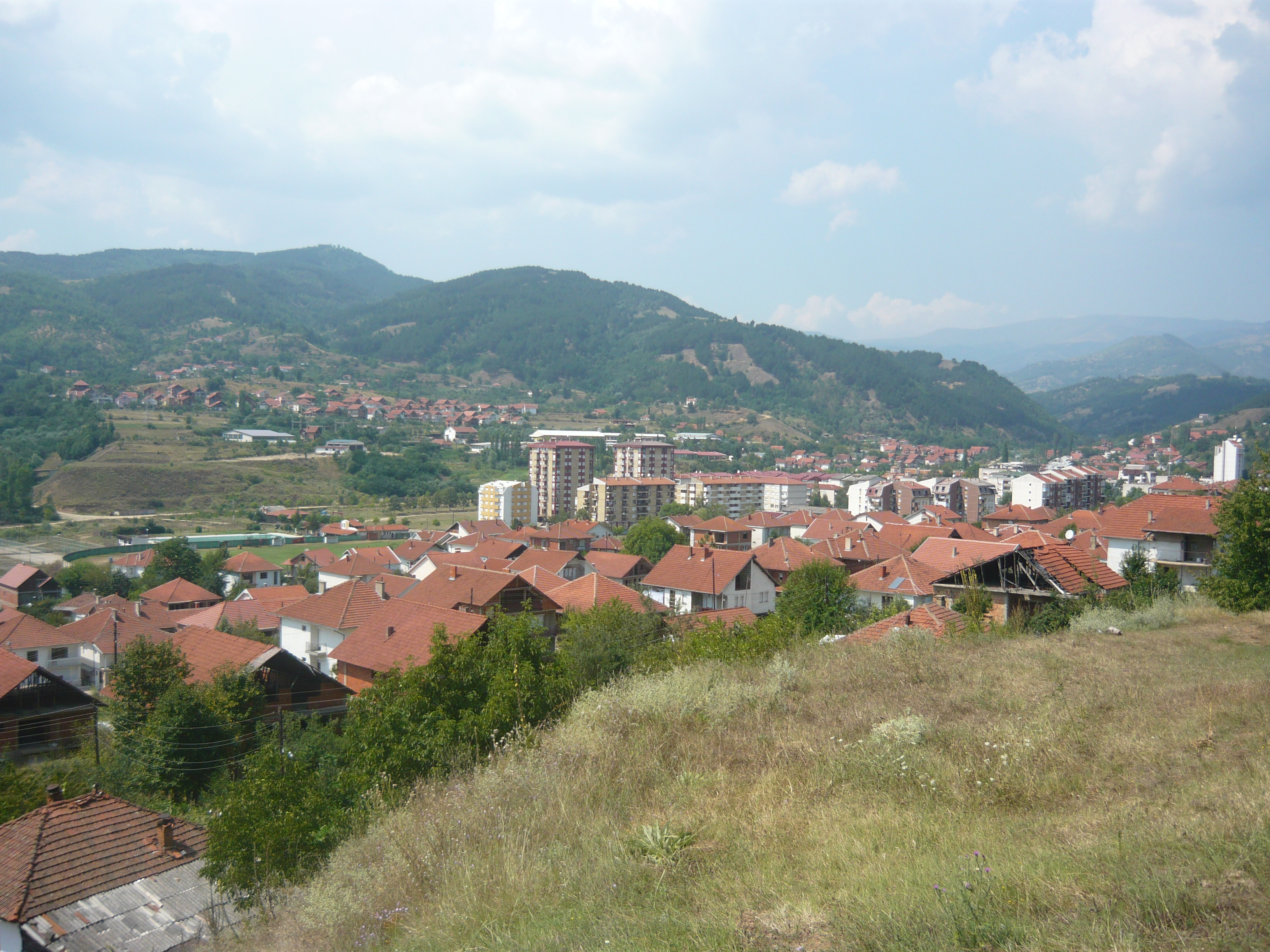
Македонска-Камениця

## Населення
За переписом 2021 року, у місті проживали 4 368 осіб.

### Національний склад
- македонці — 4 120 осіб — 94,32%
- серби — 9 осіб — 0,21%
- боснійці — 9 осіб — 0,21%
- албанці — 3 особи — 0,07%
- турки — 2 особи — 0,04%
- невідомо — 225 осіб — 5,15%